# 宗别立镇
宗别立镇，是中华人民共和国内蒙古自治区阿拉善盟阿拉善左旗下辖的一个乡镇级行政单位。

## 行政区划
宗别立镇下辖以下地区：
百灵社区、新苑社区、矿苑社区、乌兰社区、大岭社区、二道岭社区、乌日音图雅嘎查、敖敦格日勒嘎查、阿日善嘎查、茫来嘎查、格日勒图嘎查和嘎勒布斯太嘎查。